# Khao Yoi (huyện)
Khao Yoi (tiếng Thái: เขาย้อย) là một huyện (amphoe) ở phía bắc của tỉnh Phetchaburi, miền trung Thái Lan.

## Lịch sử
Huyện được thành lập năm 1897 với huyện trưởng đầu tiên là Luang Phromsan (หลวงพรหมสาร). Đầu tiên tên là Huai Tha Chang, tên của huyện đã được đổi do trụ sở huyện dời đến Hua Saphan và Ban Noi, và cuối cùng thành Khao Yoi.

## Địa lý
Các huyện giáp ranh (từ phía bắc theo chiều kim đồng hồ) là Pak Tho của tỉnh Ratchaburi, Bang Khonthi của tỉnh Samut Songkhram, Ban Laem, Mueang Phetchaburi, Ban Lat và Nong Ya Plong của tỉnh Phetchaburi.

## Hành chính
Huyện này được chia thành 10 phó huyện (tambon), các đơn vị này lại được chia ra thành 57 làng (muban). Thị trấn (thesaban tambon) Khao Yoi nằm trên một phần của the tambon Khao Yoi, Sa Phang, Bang Khem và Thap Khang. Có 7 Tổ chức hành chính tambon quản lý các khu vực nông thôn.
| STT | Tên                | Tên tiếng Thái | Số làng | Dân số |  |
| --- | ------------------ | -------------- | ------- | ------ |  |
| 1.  | Khao Yoi           | เขาย้อย         | 7       | 6.577  |  |
| 2.  | Sa Phang           | สระพัง          | 4       | 3.289  |  |
| 3.  | Bang Khem          | บางเค็ม         | 6       | 3.881  |  |
| 4.  | Thap Khang         | ทับคาง          | 5       | 3.547  |  |
| 5.  | Nong Pla Lai       | หนองปลาไหล     | 5       | 2.681  |  |
| 6.  | Nong Prong         | หนองปรง        | 6       | 4.023  |  |
| 7.  | Nong Chumphon      | หนองชุมพล       | 7       | 4.450  |  |
| 8.  | Huai Rong          | ห้วยโรง         | 4       | 2.551  |  |
| 9.  | Huai Tha Chang     | ห้วยท่าช้าง       | 6       | 2.010  |  |
| 10. | Nong Chumphon Nuea | หนองชุมพลเหนือ   | 7       | 4.231  |  |